# Aulolaimidae
Aulolaimidae é uma família de nematóides pertencentes à ordem Araeolaimida.
Géneros:
- Aegialoalaimus de Man, 1907
- Aulolaimus de Man, 1880
- Gymnolaimus
- Mehdilaimus Prabha, 1974
- Pseudoaulolaimus Imamura, 1931